# Dendrophorbium lucidum
Dendrophorbium lucidum là một loài thực vật có hoa trong họ Cúc. Loài này được (Sw.) C.Jeffrey mô tả khoa học đầu tiên năm 1992.